# Péchabou
Péchabou – miejscowość i gmina we Francji, w regionie Oksytania, w departamencie Górna Garonna.
Według danych na rok 1990 gminę zamieszkiwały 1023 osoby, a gęstość zaludnienia wynosiła 287 osób/km² (wśród 3020 gmin regionu Midi-Pireneje Péchabou plasuje się na 331. miejscu pod względem liczby ludności, natomiast pod względem powierzchni na miejscu 1606.).